# Zello
Zello je kompanija osnovana u Austinu, u Texasu. Pod istim je imenom pokrenula i razvija aplikaciju namijenjenu glasovnoj komunikaciji korisnika. Ta aplikacija radi na principu push-to-talk (PTT) tj. pritisni-za-govor (PZG), koristeći pri tome Internet kao komunikacijski medij. Služi kao globalni komunikator za osobne i poslovne korisnike. Dostupna je za Android, iOS, BlackBerry, Windows Phone, Windows PC, poslovne i mobilne uređaje. Postoje dvije verzije: osobna (pod nazivom "Zello") i poslovna ("Zello@Work").

## Povijest kompanije
Alexey Gavrilov razvio je proizvod pod originalnim nazivom Loudtalks koji je 17. rujna 2007. predstavljen na konferenciji TechCrunch 40 Mobile and Communications. Zello je usvojio tehnologiju Loudtalksa, promijenio ime, preselio razvojni tim u Austin, dodao aplikacije i predstavio se 20.lipnja 2012.
Glavni direktor kompanije Zello je Bill Moore, osnivač i bivši glavni direktor kompanije TuneIn. Dužnost tehničkog direktora obnaša Alexey Gavrilov, koji je sa svojim timom stručnjaka svojedobno razvio aplikaciju TuneIn. 

## Proizvod
Zello služi kao zamjena za tradicionalne dvosmjerne radio sustave. Ima povijest razgovora, ponavljanje posljednje primljene poruke, upozorenja, radi s Bluetooth uređajima. Podržava razmjenu fotografija tj. vizualnih informacija. Radi na 2G, 4G, 3G, GPRS,EDGE i Wi-Fi mrežama. Korisnici mogu napraviti vlastiti kanal i dozvoliti upravljanje drugim Zello korisnicima koji postaju kontrolori kanala. 

## Komentari o aplikaciji
Zello je "servis direktnih poruka koji omogućuje korisnicima slobodnu komunikaciju bilo privatno s pojedincima ili preko kanala koji podržavaju stotine tisuća korisnika", rekao je senator SAD-a Ted Cruz. To omogućuje ljudima upotrebu njihovih mobilnih telefona i računala kao osobnih radio stanica za vezu po cijelom svijetu.
David Pogue, kolumnist za tehnologiju New York Timesa, opisuje Zello kanale: "Kao većina najboljih aplikacija, Zello vam omogućuje stvaranje grupa tako da možete napraviti nešto kao telefonsku liniju ili konferenciju za druženje između šačice – ili stotine – prijatelja i poslovnih suradnika".

## Vijesti
U lipnju 2013. postao je vijest kada su ga prosvjednici u Turskoj koristili za zaobilaženje državne cenzure Interneta: kao rezultat, Zello je bio najkorištenija aplikacija u Turskoj tijekom prvoga tjedna lipnja 2013.
U veljači 2014. blokirao ga je venezuelski CANTV. No Zello se vrlo brzo prilagodio, pojavila se verzija i zakrpe za izbjegavanje i zaobilaženje blokada kao podrška za oko 600 000 lokalnih korisnika, koji su preuzeli aplikaciju za međusobnu komunikaciju usred prosvjeda. "Bila je to jedna od najčešće skidanih aplikacija u Ukrajini i Venezueli".

## Vanjske poveznice
- Zello.com – službene stranice (hrv.) (engl.) (port.) (rus.) (šp.) (tal.) (bug.) (šved.) (tur.) (polj.)